# 上田哲農
上田 哲農（うえだ てつの、1911年8月21日 - 1970年11月30日）は、日本の洋画家、登山家である。本名は徹雄。

## 来歴・人物
清（中国）・天津生まれ。1934年、文化学院美術科を卒業後、登山家、水彩画家として活躍。
水彩画家としては、水彩連盟や一水会の会員となり、1951年に日展で特選を受ける。1964年に日展会員。
登山家としては、1930年、日本登高会の創立に参加し、以後、谷川岳や北アルプスの困難なルートの開拓に取り組んだ。1958年、第2次RCCの結成に加わり、1966年にはソ連のカフカス、1969年にはパミール高原で、登山隊長として遠征した。

## 著書
- 『日翳の山 ひなたの山』朋文堂山岳文庫 1958　のち中公文庫、平凡社ライブラリー
- 『水彩画 たのしい造形』美術出版社 1968
- 『上田哲農水彩教室』鶴書房 1969
- 『山とある日』三笠書房 1969　のち中公文庫
- 『上田哲農の山』安川茂雄編 山と渓谷社 1974／新編・ヤマケイ文庫 2023
- 『きのうの山 きょうの山』中央公論社 1980　のち中公文庫